# Huseby skole Station
Huseby skole Station (Huseby skole stasjon) var en metrostation på Røabanen på T-banen i Oslo. Den lå mellem Hovseter Station og Røa Station og var opkaldt efter Huseby skole i Nordre Huseby. Stationen blev oprettet i 1935, da banen blev forlænget til Røa, og nedlagt i 1995, da banen blev opgraderet til metrostandard.
59°56′46″N 10°38′55″Ø / 59.9461°N 10.6486°Ø